# W12发动机
W12发动机是W型发动机的一种，12个汽缸呈“W”形排列。

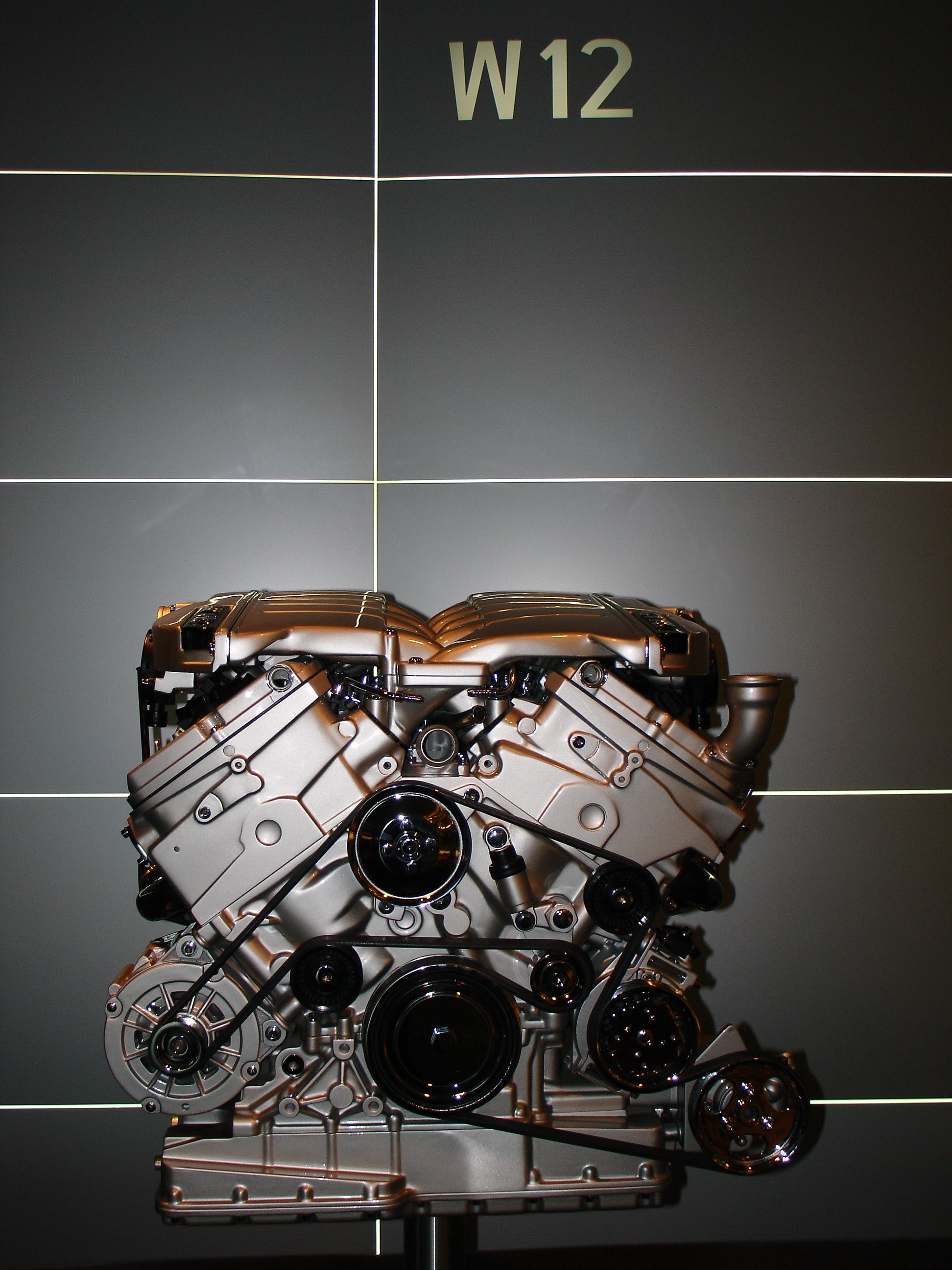
大众W12发动机

## 工作原理
簡單來説，就是把兩個VR6發動機合拼。

## 应用车型举例
- 奥迪A8 6.0 W12
- 大众辉腾 6.0 W12
- 大众W12（英语：Volkswagen W12）
- 賓利欧陆GT
- 宾利添越
- 宾利飞驰